# Meșcreac
Meșcreac – wieś w Rumunii, w okręgu Alba, w gminie Rădești. W 2011 roku liczyła 231 mieszkańców.